# Anoectochilus lylei
Anoectochilus lylei är en orkidéart som beskrevs av Robert Allen Rolfe och Dorothy Downie. Anoectochilus lylei ingår i släktet Anoectochilus och familjen orkidéer. Inga underarter finns listade i Catalogue of Life.